# Aguas frescas

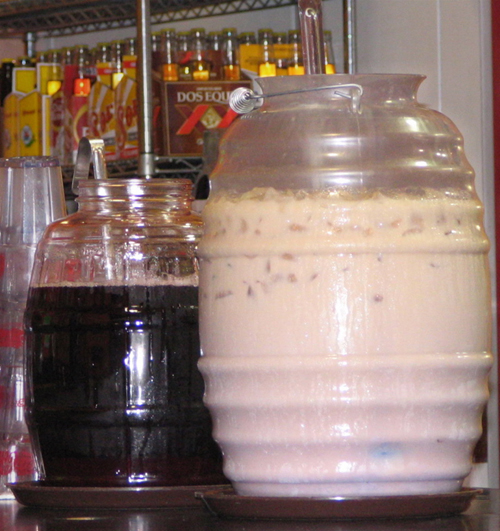
Przykładowe wersje aguas frescas

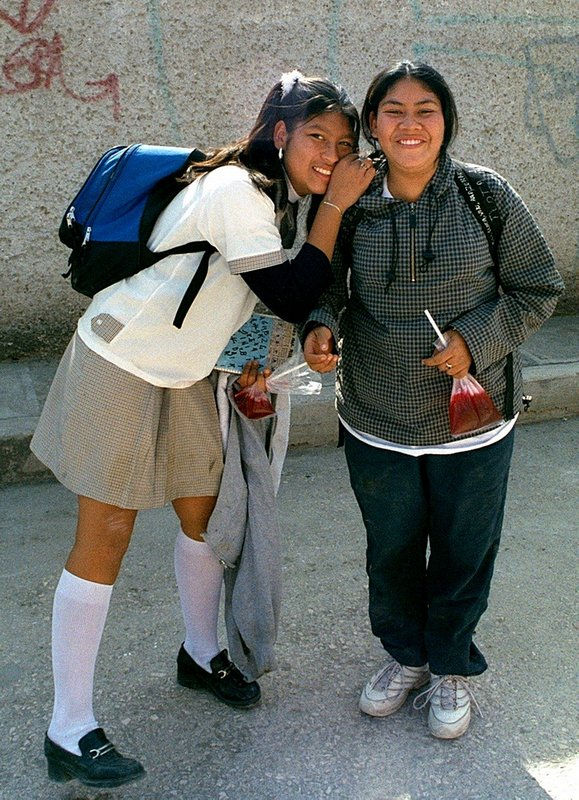
Dziewczynki pijące agua fresca

Aguas frescas (hiszp. „świeże wody”) – napoje chłodzące spożywane głównie w krajach Ameryki Środkowej, złożone najczęściej z różnego rodzaju owoców, zbóż, cukru i wody, które są następnie miksowane ze sobą. Najbardziej popularne są w Meksyku, chociaż spotyka się je także na Karaibach. Jednymi z najbardziej popularnych odmian są agua de tamarindo, w skład której wchodzą strąki tamaryndowca indyjskiego, agua de jamaica (do jej sporządzenia używa się hibiskusa) oraz agua de horchata (do której zazwyczaj dodaje się ryżu).
W Meksyku napoje tego rodzaju są sprzedawane na ulicach i przechowywane w plastikowych torbach.
Najczęściej używanymi składnikami dodawanymi do aguas frescas są:
Słodkie owoce, takie jak:
- Melon
- Papaja
- Arbuz
- Mango
- Gujawa

Owoce kwaśne:
- Cytryna
- Limona
- Pomarańcza
- Ananas
- Tamaryndowiec
- Truskawka
- Ogórek
- Flaszowiec miękkociernisty

Nasiona i kwiaty:
- jęczmień
- ryż
- hibiskus